# يوسف أباد مختار (سررود الجنوبي)
یوسف أباد مختار (بالفارسية: یوسف‌آباد مختار) هي قرية تقع في إيران في قسم سررود الجنوبي الريفي. يقدر عدد سكانها بـ 262 نسمة .